# Eberhard Greger
Eberhard Greger (15 de Setembro de 1915 - 14 de Abril de 1942) foi um comandante de U-Boot que serviu na Kriegsmarine durante a Segunda Guerra Mundial.